# 斧鯔
斧鯔為輻鰭魚綱鯔形目鯔科的其中一種，分布於西太平洋區的印尼、新喀里多尼亞、斐濟、菲律賓、巴布亞紐幾內亞的淡水水域，體長可達32.5公分，棲息在淡水溪流。

## 擴展閱讀
維基物種上的相關：斧鯔